# Elezioni generali in Ghana del 2020
Le elezioni generali in Ghana del 2020 si tennero il 7 dicembre per l'elezione del Presidente ed il rinnovo del Parlamento.

## Risultati

### Elezioni presidenziali
| Nana Akufo-Addo              | Nuovo Partito Patriottico            | 6 730 587  | 51,30 |  |  |  |  |  |
| John Dramani Mahama          | Congresso Democratico Nazionale      | 6 213 182  | 47,36 |  |  |  |  |  |
| Christian Kwabena Andrews    | Movimento Sindacale del Ghana        | 105 548    | 0,80  |  |  |  |  |  |
| Ivor Greenstreet             | Partito della Convenzione del Popolo | 12 200     | 0,09  |  |  |  |  |  |
| David Apasera                | Convenzione Nazionale del Popolo     | 10 882     | 0,08  |  |  |  |  |  |
| Asiedu Walker                | Indipendente                         | 9 704      | 0,07  |  |  |  |  |  |
| Kofi Akpaloo                 | Partito Liberale del Ghana           | 7 683      | 0,06  |  |  |  |  |  |
| Hassan Ayariga               | Congresso di Tutto il Popolo         | 7 138      | 0,05  |  |  |  |  |  |
| Brigitte Dzogbenuku          | Partito Popolare Progressista        | 6 849      | 0,05  |  |  |  |  |  |
| Asiedu Walker                | Indipendente                         | 9 704      | 0,07  |  |  |  |  |  |
| Nana Konadu Agyeman Rawlings | Partito Democratico Nazionale        | 6 549      | 0,05  |  |  |  |  |  |
| Akua Donkor                  | Partito della Libertà del Ghana      | 5 574      | 0,04  |  |  |  |  |  |
| Henry Herbert Lartey         | Grande Partito Popolare Consolidato  | 3 564      | 0,03  |  |  |  |  |  |
| Totale                       | Totale                               | 13 119 460 | 100   |  |  |  |  |  |
|                              |                                      |            |       |  |  |  |  |  |
| Voti non validi              | Voti non validi                      | 313 397    | 2,33  |  |  |  |  |  |
| Votanti                      | Votanti                              | 13 432 857 |       |  |  |  |  |  |

### Elezioni parlamentari
| Liste                                | Voti       | %     | Seggi |
| ------------------------------------ | ---------- | ----- | ----- |
| Nuovo Partito Patriottico            | 6 651 028  | 50,42 | 137   |
| Congresso Democratico Nazionale      | 6 094 478  | 46,20 | 137   |
| Indipendenti                         | 301 996    | 2,29  | 1     |
| Movimento Sindacale del Ghana        | 60 840     | 0,46  | –     |
| Convenzione Nazionale del Popolo     | 29 211     | 0,22  | –     |
| Partito Progressista del Popolo      | 24,334     | 0,00  | –     |
| Partito della Convenzione del Popolo | 11,105     | 0,00  | –     |
| Partito Democratico Nazionale        | 10,067     | 0,00  | –     |
| Altri (<10.000 voti)                 | 19,066     | 0,00  | –     |
| Totale                               | 13 192 058 | 100   | 275   |

### Presidenziali
- (EN) Risultati, presidenziali (per regione), su ec.gov.gh.
- (EN) Risultati, presidenziali (per regione - documenti di conteggio ufficiali scritti a mano), su ec.gov.gh.
- (EN) Risultati, presidenziali (per collegio - documenti di conteggio ufficiali scritti a mano), su ec.gov.gh.
- (EN) Risultati, presidenziali (Ghana Web), su ghanaweb.com.

### Parlamentari
- (EN) Risultati, parlamentari (per regione), su ec.gov.gh.
- (EN) Riepilogo risultati (Ghana Web), su ghanaweb.com.